# 2 Horns/2 Rhythm
2 Horns/2 Rhythm — студійний альбом американського джазового трубача Кенні Доргема за участі Ерні Генрі, випущений у 1957 році лейблом Riverside.

## Опис
На цьому альбомі (який містить 8 композицій) трубач Кенні Доргем і саксофоніст Ерні Генрі (для якого ця сесія стала останньою; музикант помер 29 грудня 1957 року) грають у квартеті без фортепіано (з басистами Едді Матіасом і Вілбуром Вейром та ударником Г. Т. Гоганом). Гурт виконує три оригінальгні композиції Доргема (включаючи «Lotus Blossom») і чотири джазові стандарти. Серед них найбільше виділяються «I'll Be Seeing You» і рідкісна версія «Is It True What They Say About Dixie?». Альбом був записаний під час двох сесій 13 листопада (1–3, 5–7) і 2 грудня (4, 8) 1957 року.

## Список композицій
1. «Lotus Blossom» (Кенні Доргем) — 5:20
2. «'Sposin'» (Джин ДеПол, Патрісія Джонстон, Дон Рей) — 6:09
3. «Soon» (Джордж Гершвін, Айра Гершвін) — 2:54
4. «Is It True What They Say About Dixie?» (Джеральд Маркс, Ірвінг Сезар, Семмі Лернер) — 4:33
5. «The End of a Love Affair» (Едвард Реддінг) — 4:22
6. «I'll Be Seeing You» (Ірвінг Кахал, Семмі Флейм) — 4:20
7. «Noose Bloos» (Кенні Доргем) — 6:33
8. «Jazz-Classic» (Кенні Доргем) — 3:10

## Учасники запису
- Кенні Доргем — труба
- Ерні Генрі — альт-саксофон
- Едді Матіас (1—3, 5—7), Вілбур Вейр (4, 8) — контрабас
- Г. Т. Гоган — ударні

Технічний персонал
- Оррін Кіпньюз — продюсер
- Джек Хіггінс — інженер
- Чарльз Інгл — фотографія
- Пол Бейкон — дизайн обкладинки